# Świbna
Świbna (niem. Zwippendorf) – wieś w Polsce położona w województwie lubuskim, w powiecie żarskim, w gminie Jasień.
| SIMC    | Nazwa        | Rodzaj    |
| ------- | ------------ | --------- |
| 0909868 | Stary Jasień | część wsi |

## Historia
Najstarsze informacje o wsi pochodzą z 1381 roku. Na początku XV wieku była własnością Bibersteinów jako wieś wasalna żarskiego państwa stanowego, co dokumentuje wpis do rejestru z roku 1416. W 1449 roku należy do braci Mikołaja i Jeremiasza Gebelzig. Na początku XVI wieku w 1508 roku wieś jest własnością Krzysztofa Grünberga. W połowie XVI wieku, dokładnie w 1650 roku staje się własnością rodu von Wiedebach. Do którego należy do 1772 roku. Od tego momentu wieś ma wielu właścicieli, będąc często przedmiotem transakcji kupna-sprzedaży.
W latach 1975–1998 miejscowość administracyjnie należała do województwa zielonogórskiego.

## Zabytki
Do wojewódzkiego rejestru zabytków wpisane są:
- dwór - pałac barokowy z XVIII wieku. Budowę pałacu rozpoczęto w 1710 roku[6]. Jest to budowla założona na rzucie prostokąta, jako dwukondygnacyjny, podpiwniczony budynek nakryty dachem mansardowym
- spichlerz.